# Liste der Königinnen auf Timor

Die Königin von Camenaça mit ihrem Gefolge (1910). Sie war aber lediglich die Frau des Herrschers.

Die Liste der Königinnen auf Timor listet die weiblichen Herrscherinnen auf der Insel Timor auf, von denen es historische Überlieferungen gibt.

## Hintergrund
Prinzipiell wird nach dem timoresischen Glaubensprinzip des „Lulik“ die Macht zwischen einem weltlichen, männlichen Liurai und einer spirituellen, weiblichen Maromak O’an (auch: lia nain, dato lulik, railuli, rei de pomali) geteilt. Allerdings spiegelt sich diese Philosophie nicht unbedingt in der Rollenverteilung der Geschlechter bei der politischen Macht wider. Die Machtinhaber sind häufig beides Männer. Der Mann, der die spirituelle Rolle übernimmt, wird als „alte Frau“ bezeichnet und beschrieben als „schlafend“ und unbeweglich. Er ist für Rituale und den Schutz der heiligen Gegenstände verantwortlich. Aber auch in der Geschichte Timors finden sich eine Reihe von weiblichen Herrschern, über die portugiesische, niederländische und andere europäische Quellen berichte. Hier werden sie „Königinnen“ (portugiesisch Rainha) genannt. Es finden sich auch Frauen, die mit dem männlichen Herrschertitel „Liurai“ genannt werden.
In den kolonialen Berichten der Portugiesen wurden die weltlichen Führer der zahlreichen kleinen Herrschaftsgebiete als „Könige“ (portugiesisch rei) oder „Kleinkönige“ (portugiesisch regulo) bezeichnet, weswegen diese Bezeichnung in dieser Liste für die weiblichen Herrscherinnen übernommen wird. Grund könnte die Ähnlichkeit des portugiesischen Wortes mit dem Herrschertitel Liurai (deutsch aus der Erde hervorragend) aus dem Tetum sein und die Tetum-Bezeichnung für das Herrschaftsgebiet „Rai“ (portugiesisch reino, deutsch Reich). Andere europäische Sprachen übernahmen diese Bezeichnung, wobei die Niederländer die Herrscher Raj oder Raja nannten. Herrscher, die einer Reihe anderer übergeordnet waren, erhielten in niederländischen Berichten sogar den Titel Kaiser. In neueren Veröffentlichungen wird die Beschreibung als Kleinkönige von einigen Autoren als „aus Europa eingeführt“ abgelehnt. Auch die Definition  des Herrschaftsgebietes als „Reich“ ist relativ ungenau, da die Liurais nicht über isolierte, homogene, soziokulturelle Gebilde herrschten, was ein Reich im eigentlichen Sinne ausmacht.
Wie weit es üblich war, dass auch Frauen Herrscherinnen werden konnten, wird in historischen Berichten sehr unterschiedlich dargestellt. Louis de Freycinet schreibt in seinem Bericht, Frauen seien grundsätzlich von der Thronfolge ausgeschlossen. Der portugiesische Gouverneur Afonso de Castro (1859–1863) berichtet, dass in der Erbfolge die männlichen Nachkommen bevorzugt würden, während Henry Ogg Forbes erklärt, dass die ältesten Töchter die Herrschaft übernehmen, wenn es keine Söhne gibt. Sie würden dann von einem Regenten unterstützt und die Schwestern würden Herrscher der Nachbarreiche heiraten. Für ihre Königin würden die Einwohner des Reiches unter den Nachbardynastien einen Gemahl auswählen. Ist die Auswahl getroffen, werde eine Abordnung an den Liurai entsandt, mit der Bitte, einen seiner Söhne als Ehemann für die Königin zu schicken. Wird der Kandidat akzeptiert, ziehe der Bräutigam in sein neues Reich, das er von der Königin als Geschenk erhält, zusammen mit dem Herrschertitel. Man darf bei diesen Berichten aber nicht vergessen, dass es Dutzende Reiche gab und die Kolonialzeit auf Timor 400 Jahre abdeckt.
In den ersten zweihundert Jahren der europäischen Präsenz auf Timor wird immer wieder von weiblichen Herrschern berichtet, teils mit großem Einfluss, wie der Königin von Mena, die Portugal erst die Tore für die Herrschaft über den Westen von Timor öffnete. Im 18. Jahrhundert gibt es dagegen abgesehen von der „weiblichen Liurai von Belu“ in Wehale (1732) keine ausführlichen Berichte über Herrscherinnen. So wird Isabel von Hera (1726) nur kurz erwähnt. Sofern die kolonialen Chronisten die Frauen nicht zu Gunsten der männlichen Regenten verschwiegen haben, scheinen sie zu dieser Zeit nicht die Regel gewesen zu sein.
Im 19. Jahrhundert tauchen in den kolonialen Berichten auf einmal eine Reihe von Herrscherinnen auf, weswegen Historiker von einer Ära der Königinnen sprechen. 1815 erstellte der Sekretär eines portugiesischen Gouverneurs eine Liste, die allein zwölf Frauen aus Timor (und eine aus Larantuka) als rainha oder coronela (deutsch weiblicher Oberst, der militärische Rang, der Herrschern von den Portugiesen verliehen wurde) unter 55 Herrschern aufzählte. 1854 nennt ein Dokument 13 Königinnen in 47 Kleinreichen. Weitere Herrscherinnen tauchen in Berichten bis zum Anfang der 1890er Jahre auf, wobei die Zahl der Königinnen anteilig wieder zu sinken schien. Im Gesamtüberblick hatten fast die Hälfte der Kleinreiche Portugiesisch-Timors im 19. Jahrhundert zumindest eine weibliche Herrscherin. Parallel mit der zunehmenden Kontrolle der Portugiesen über ihre Kolonie sank die Zahl der weiblichen Herrscher in den untergeordneten Vasallen. An den Rändern der Reichweite Portugals, im äußersten Osten und Süden, fehlen aus dieser Zeit Berichte über die dortigen Kleinreiche. Man könnte annehmen, dass weibliche Herrscherinnen vermehrt erschienen, wenn der portugiesische Einfluss zwar bereits vorhanden war, die koloniale Kontrolle aber noch nicht ausgeprägt war. Doch das Fehlen an Informationen darf man bei den Quellen nicht unterschätzen. Die Timoresen hatten keine eigene Schrift und Geschichtschronik entwickelt. In den mündlichen Überlieferungen kann man bestenfalls einige Hinweise auf Usi Tetu Utang, der Kaiserin von Sonbai Kecil ableiten. Ähnlich ist es aber auch in der umgebenden Inselwelt zu dieser Zeit. Nur mit viel Phantasie erkennt man in der mündlichen Überlieferung der Geschichte auf Sawu die Königin Ina Tenga von Seba. Nur den beiden Königinnen auf der Insel Solor, Nyai Cili und Nyai Cili Muda, erinnert man in der überlieferten Geschichte.

## Liste
Die angegebenen Zeiträume beziehen sich zum Teil nur auf das Jahr, aus dem es Berichte über die Königin gibt, nicht über ihre gesamte Regentschaft. Die Schreibweise der Ortsnamen orientiert sich nach der heute offiziell üblichen Bezeichnung.
| Name                                  | Herrschaftsgebiet     | Zeit             | weitere Informationen                                                                                          |
| ------------------------------------- | --------------------- | ---------------- | --- |
| Königin von Ade                       | Ade (Vemasse)         | 1668             | In einem Bericht erwähnt. Möglicherweise mit dem Widerstand gegen die Portugiesen verbunden.                   |
| Liberata da Costa                     | Alas                  | 1815             | [ 5 ] [ 7 ] |
| Guimar da Costa Pinto                 | Alas                  | 1854             | [ 5 ] |
| Maria                                 | Amarasi               | 1670             | Lebte auf Flores und heiratete einen Portugiesen. Sie überließ die Regentschaft ihren Onkeln und ihrem Bruder. |
| Anna Elisabeth Aunoni                 | Amfo'an               | 1880–1902        | [ 3 ] [ 8 ] |
| Maria Michaela Doutel da Costa        | Balibo                | 1871, 1879       | [ 5 ] |
| Isabel de Carvalho da Silva           | Bibiluto (Bibiloto)   | 1815             | [ 5 ] [ 9 ] |
| Guimare da Costa                      | Bibiluto (Bibiloto)   | 1891             | [ 5 ] |
| Marianna da Costa                     | Bibissuso (Bebico)    | 1815             | [ 5 ] |
| Sebastiana dos Reis e Cunha           | Bibissuso (Bebico)    | 1854             | Indifferent gegenüber den Portugiesen.                                                                         |
| Say                                   | Buibau (Boibau)       | 1854             | Indifferent gegenüber den Portugiesen.                                                                         |
| Vicente da Costa                      | Clacuc (Claco, Elaco) | 1815             | Eventuell Schreibfehler in der historischen Quelle beim Vornamen.                                              |
| Anna Ribeiro da Costa                 | Cowa                  | 1854             | [ 5 ] [ 10 ]                                                                                                   |
| Maria Pires                           | Cowa                  | 1870–1871        | Witwe des Militäroffiziers Mariano Pires.                                                                      |
| Margarida Ribeiro Pires               | Cowa                  | 1894             | [ 5 ] |
| Clara da Silva                        | Dailor                | 1854             | [ 5 ] |
| Catharina de Carceres                 | Dotik                 | 1815             | [ 5 ] |
| Dam                                   | Ermera                | 1815             | Unklar, ob dies der Name war.                                                                                  |
| Vasso Be-re                           | Ermera                | 1854             | [ 5 ] |
| Senhorinha Pimentel                   | Failacôr              | 1880             | 1880 Regentin, 1884 Herrscherin                                                                                |
| Maria Tavares                         | Foholau               | 1854             | [ 5 ] |
| Esperança dos Santos Pinto            | Funar                 | 1815             | [ 5 ] |
| Magdalena Soares                      | Funar                 | 1881             | [ 5 ] |
| Bealou                                | Hera                  | 1668             | Schloss einen Vertrag mit den Niederländern                                                                    |
| Isabel                                | Hera                  | 1726             | [ 11 ] |
| Aurelia Soares                        | Hera                  | 1854             | [ 5 ] |
| Francisca Soares                      | Hera                  | 1873             | [ 5 ] |
| Perempuan                             | Jenilu                | 1845             | Tochter des Liurai von Balibo                                                                                  |
| Mariana Rosa da Costa                 | Jenilu                | 1879–1893        | [ 5 ] [ 12 ]                                                                                                   |
| Königin Ynalou von Licalo             | Laclo                 | 1669             | In einem Bericht erwähnt.                                                                                      |
| Coronela Rosa de Carceres             | Laclo                 | 1815             | [ 5 ] |
| Ingracia (Ignacia?) Doutel Carcere(s) | Laclo                 | 1854             | [ 5 ] |
| Josepha Noronha Carceres              | Laclo                 | 1879–1891        | [ 5 ] |
| Binaek (Binaique)                     | Laclubar              | 1881, 1883       | [ 5 ] |
| Roza Rodrigues Tavares                | Lacluta               | 1854             | [ 5 ] |
| Anna do Rosario                       | Laicore               | 1815             | [ 5 ] |
| Bano Lorok (Banu Lorok)               | Lakekun               | frühes 19. Jhdt. | [ 3 ] |
| Balok Lorok                           | Lakekun               |                  | Tochter von Bano Lorok                                                                                         |
| Hoar Teti                             | Lakekun               |                  | Tochter von Balok Lorok                                                                                        |
| Jozepha da Costa dos Remedios         | Laleia                | 1854             | [ 5 ] |
| Lucinda Dias Vieira Godinho           | Laleia                | ca. 1860         | [ 5 ] |
| Petronella da Costa                   | Lidak                 | 1901–1913        | Tochter von Mariana Rosa da Costa von Jenilu                                                                   |
| Ursula da Costa                       | Liquiçá               | 1818–1877        | [ 5 ] |
| Gracia da Costa Rodrigues Pereira     | Liquiçá               | 1881, 1883       | [ 5 ] |
| Engracia da Costa Delgado             | Liquiçá               | 1890, 1892       | [ 5 ] |
| Königin von Lifau                     | Lifau                 | 1641             | Regentin als Witwe für ihren Sohn Pedro.                                                                       |
| Na’i Lou Baria Sak                    | Luca                  | 1642–1643        | [ 14 ] |
| Na’i Lequi Sak                        | Luca                  | 1670             | [ 14 ] |
| Na’i Lulequik I                       | Luca                  | 1702             | [ 14 ] |
| Anna do Amaral                        | Luca                  | 1815             | [ 5 ] |
| Rosa do Amaral                        | Luca                  | 1881–1888        | [ 5 ] |
| Aurelia Soares                        | Manatuto              | 1854             | [ 5 ] [ 15 ]                                                                                                   |
| Maria de Mattos                       | Manufahi              | 1854             | [ 5 ] |
| Maria Doutel                          | Maubara               | vor 1877–1893    | Scheiterte mit einer Rebellion gegen Portugal.                                                                 |
| Königin von Mena                      | Mena                  | 1641, † 1649/52  | Regentin für ihren Sohn João.                                                                                  |
| Zweite Königin von Mena               | Mena                  | 1660             | Laut portugiesischen Berichten eine Gegnerin der Portugiesen.                                                  |
| Maria da Costa Mendes                 | Motael                | 1857             | [ 5 ] |
| Eugracia Rodrigues Pereira            | Motael                | 1871, 1874       | [ 5 ] |
| Guimar de Amal (Guiomar do Amaral?)   | Samoro (Somoas)       | 1815             | [ 5 ] |
| Usi Tetu Utang (Dame von Sonba’i)     | Sonba’i               | 1672–1717        | Inthronisiert 1672 als Kaiserin von Sonba’i. Herrschaft bis zu ihrem Tode.                                     |
| Simoa Maria dos Santos Pinto          | Vemasse               | 1815             | [ 5 ] |
| Ursula Gutherres                      | Venilale              | 1854             | [ 5 ] |
| Izabel de Freitas Gutherres           | Venilale              | 1879–1888        | [ 5 ] |
| Simoa da Costa Rangel                 | Viqueque              | 1854             | [ 5 ] |
| Liurai von Belu                       | Wehale (Belu)         | 1732             | [ 3 ] |
| Name unbekannt                        | Wehale                | 1814             | [ 8 ] |